# Società eterogenee di insetti
Le società eterogenee di insetti derivano dalla compenetrazione di due o più società omogenee. Le relazioni tra le due, o più, specie possono essere definite dalle seguenti relazioni:
- cleptobiosi
- lestobiosi
- plesiobiosi
- parabiosi
- xenobiosi
- Parassitismo sociale
  - dolosi
  - eudulosi
  - parassitismo sociale temporaneo
  - parassitismo sociale permanente